# Sartana kommt…
Sartana kommt… (italienischer Originaltitel: Una nuvola d polvere… un grido di morte… arriva Sartana, dt. „Eine Staubwolke … ein Todesschrei … Sartana kommt“) aus dem Jahr 1970 ist ein Italo-Western von Regisseur Giuliano Carnimeo, den er unter seinem Pseudonym Anthony Ascott drehte. Die deutsche Erstaufführung war am 23. April 1971.

## Handlung
Grande Full ist ein skrupelloser Abenteurer, der wegen Verdachts auf Ermordung seines Partners Johnson im Gefängnis sitzt. Der Scharfschütze Sartana wird angeheuert, um ihn zu befreien, denn 500.000 $ in Gold warten in ihrem nur Grande Full bekannten Versteck auf Abholung. Da diese Summe viele Leute anzieht, hat Sartana es mit zahlreichen Angriffen, Mordversuchen und anderen Schwierigkeiten zu tun. Seine einzige Hilfe ist Belle, die Witwe des Getöteten. Nachdem Sartana alle Gegner aus dem Weg geräumt hat, findet er heraus, dass Johnson tatsächlich durch Grande Full ermordet wurde, der mit Belle eine Komplizenschaft eingegangen war. Sartana kann das Gold entdecken und alle Schuldigen bestrafen.

## Kritiken
„…einer der besten, wenn nicht der beste Film aus der Sartana-Reihe…“

„Selten hat es im Western so viel geknallt wie hier bei Sartanas neuestem Auftritt.“

Die italienische Kritik war weniger begeistert: „Der Film ist trotz seiner anhaltenden Auseinandersetzungen, Verfolgungsjagden und Wendungen, mit denen die Geschichte am Leben gehalten wird, ziemlich langweilig.“, so Segnalazioni Cinematografiche.